# Diplotaxis erucoides
Diplotaxis erucoides, de witte raket of wilde rucola, is een overblijvende plant die behoort tot de kruisbloemenfamilie (Cruciferae oftewel Brassicaceae) afkomstig uit landen rond de Perzische golf, Middellandse- en Rode zee. Het is de enige Europese Zandkool Diplotaxis met witte bloemen. 
Het is een kruidachtige plant tot 20-60 cm hoog, met groene, rechtopstaande stengel, dun behaard, en pinnatisect bladeren tot 15 cm lang. Het heeft trossen witte bloemen met vier 6–8 mm bloemblaadjes, vier kelkblaadjes, zes meeldraden en een stijl met groen stigma . De vrucht is een 25-33 mm siliqua met 40-80 zaden in twee parallelle series.  

## Afbeeldingen

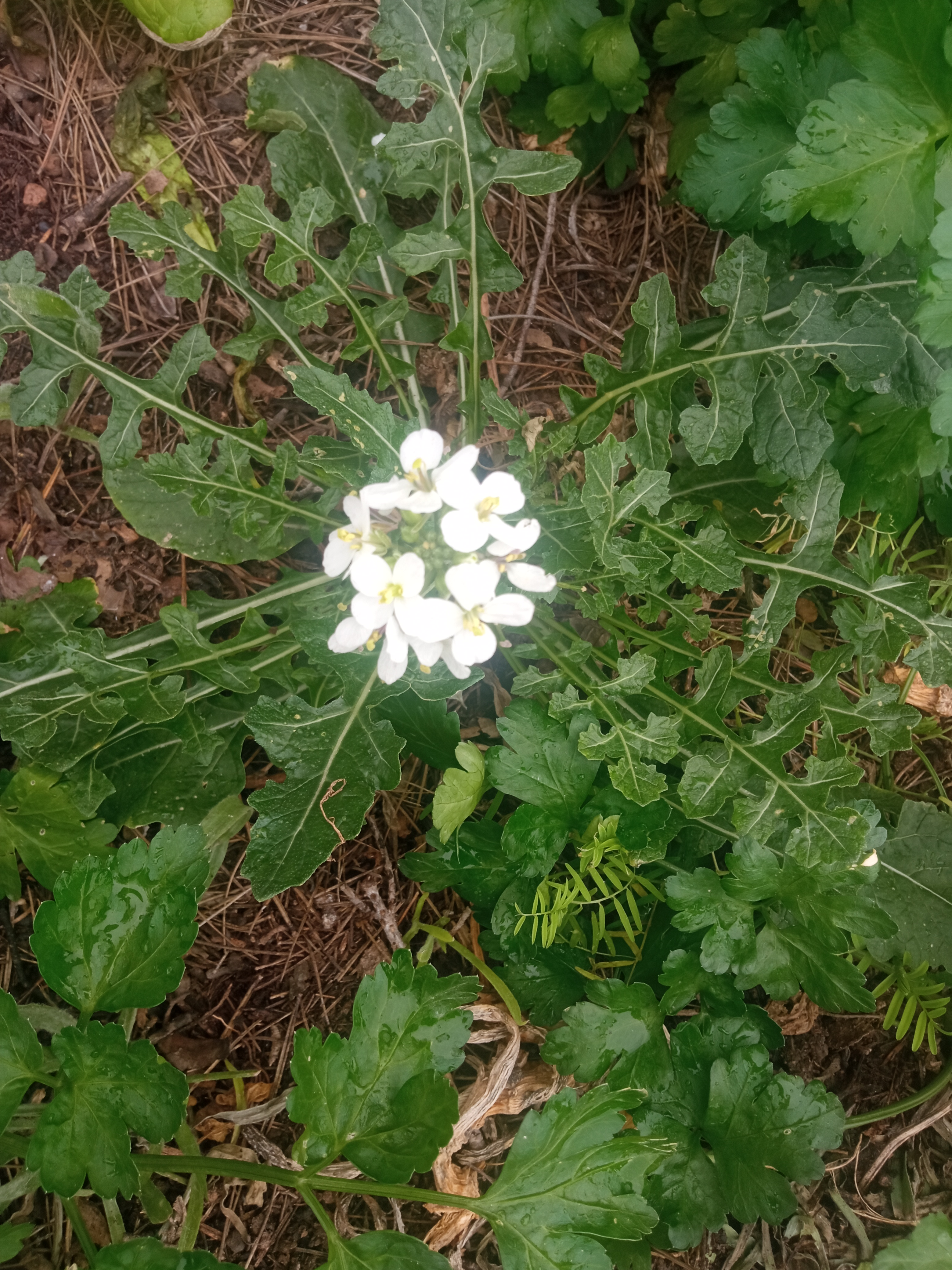
Jonge plant
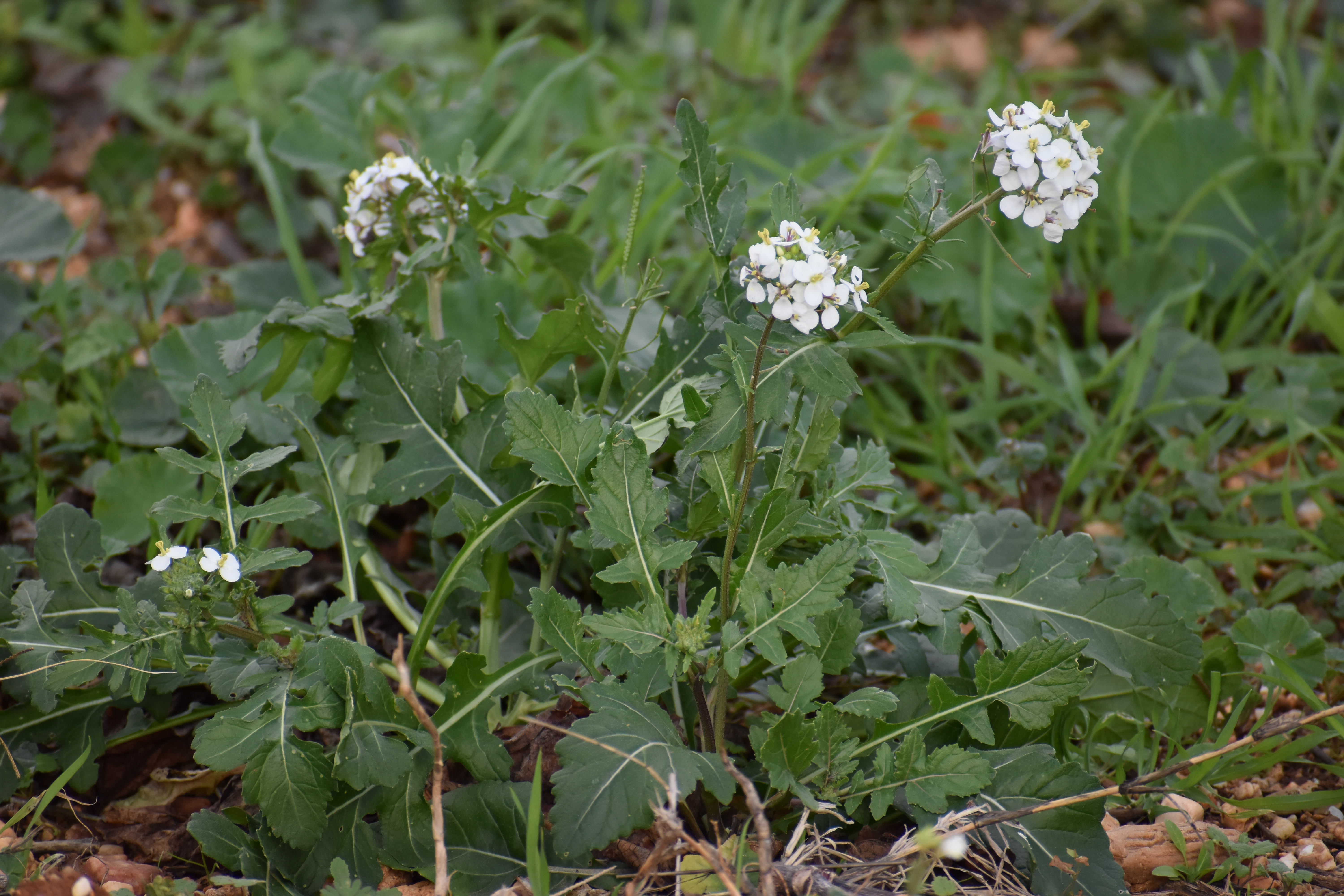
Oudere plant
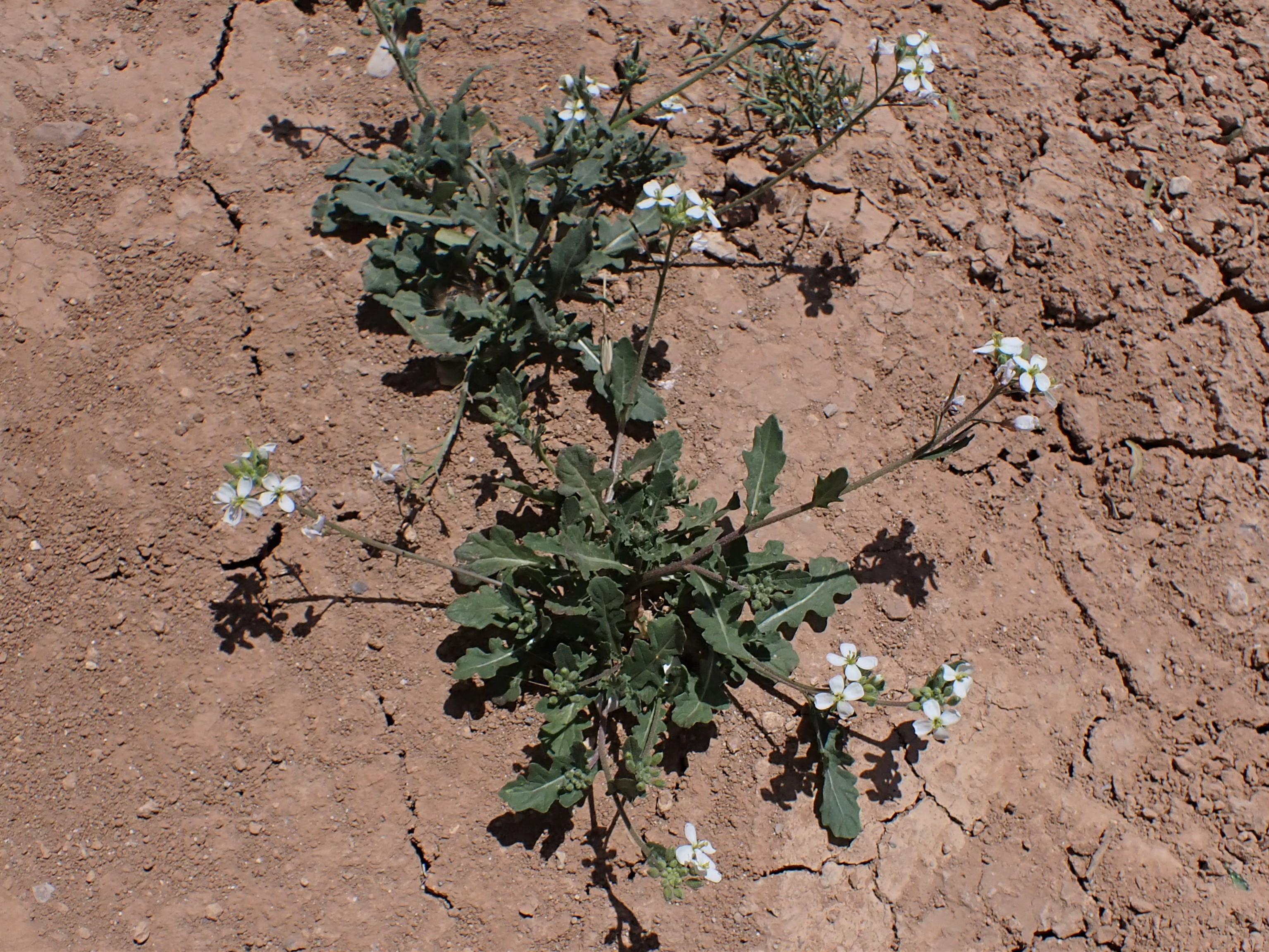
in droog klimaat
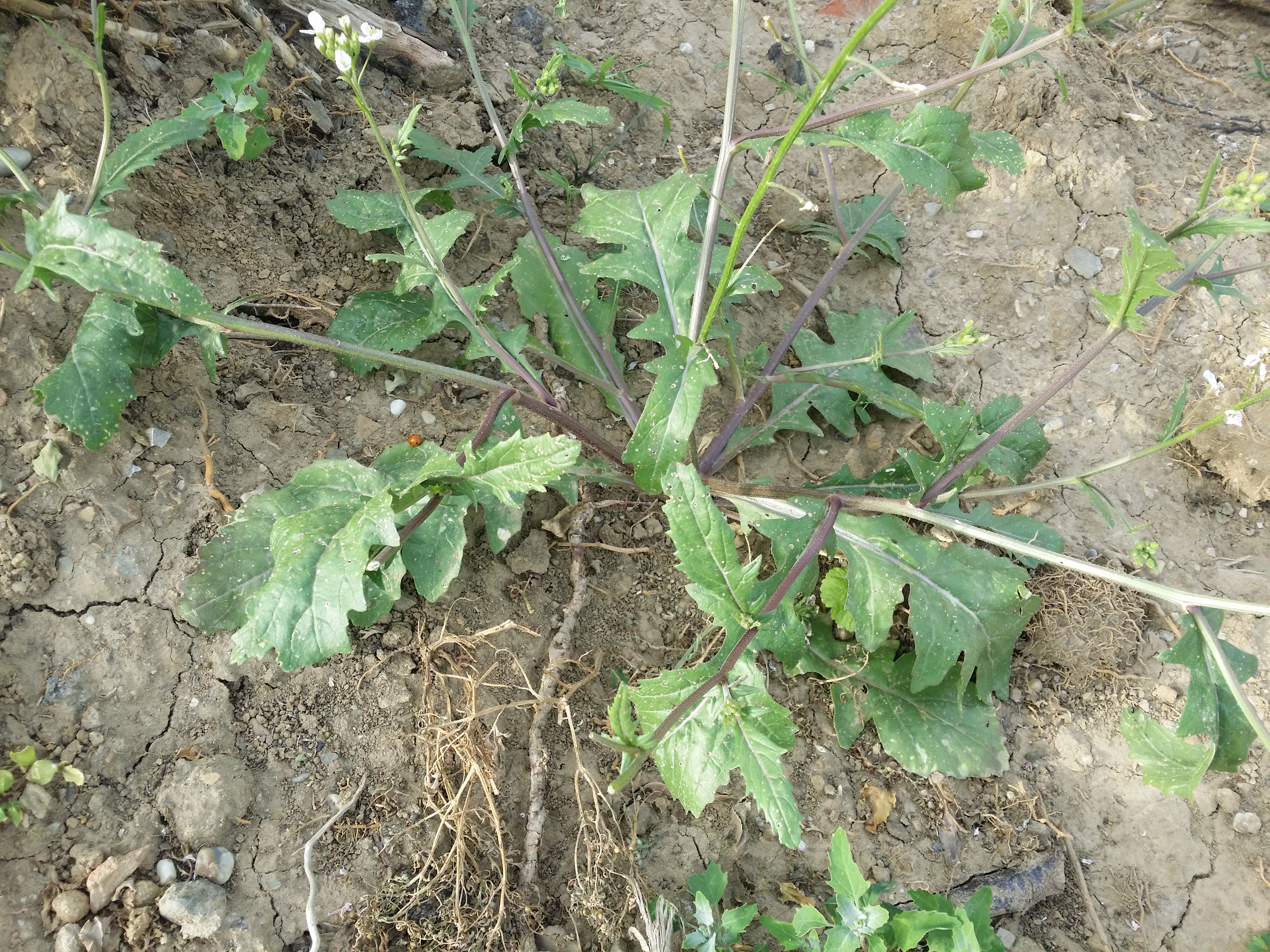
Typische bladeren
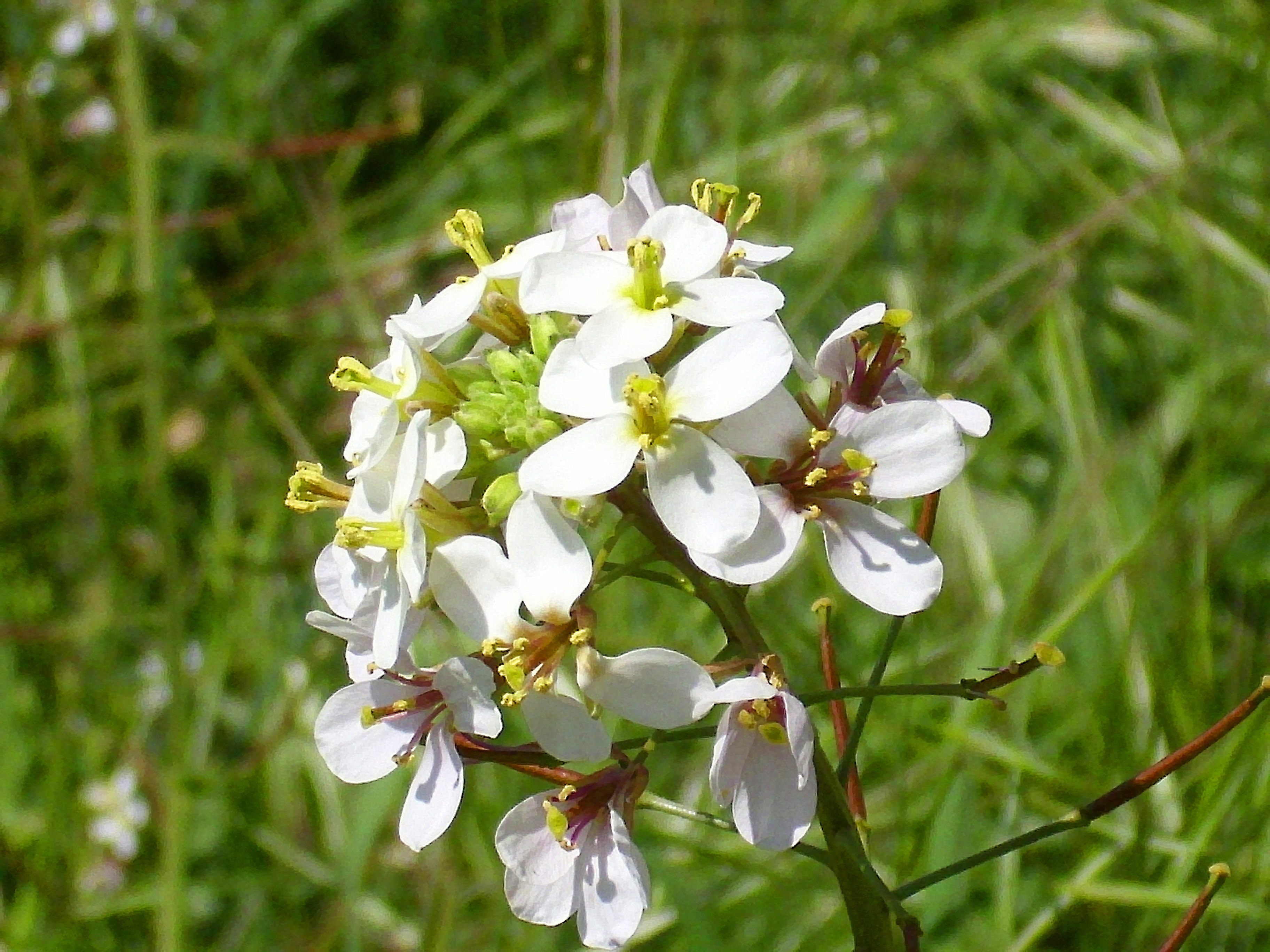
Bloem
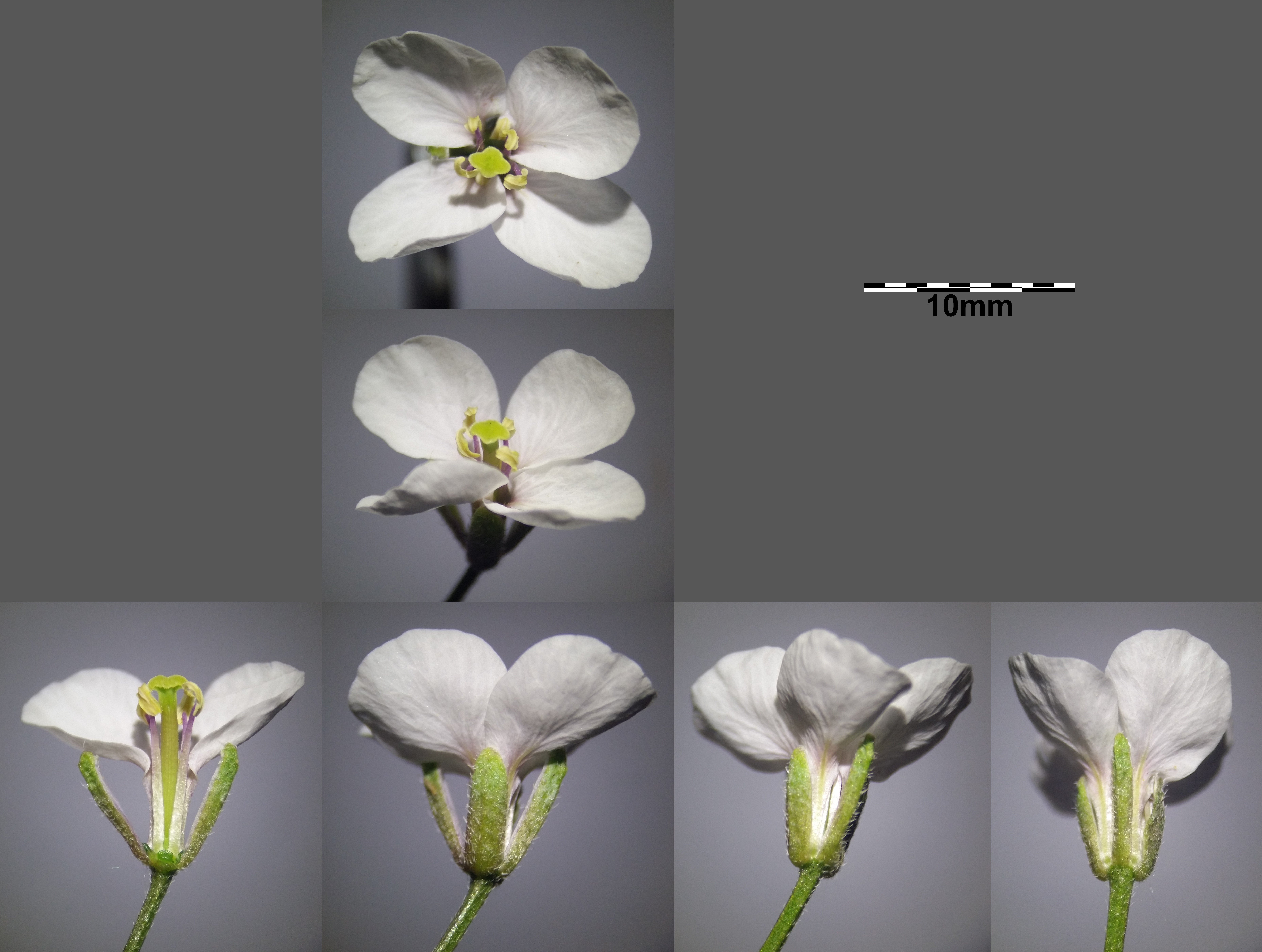
Bloem detail

## Externe Links
- Diplotaxis erucoides op waarneming.nl